# إبراهيم حلمي
إبراهيم حلمي (ولد في 3 أغسطس 1979 في عمان، الأردن) لاعب كرة قدم أردني سابق وحاليا مدرب كرة قدم.